# María José Sánchez Soler
María José Sánchez Soler (San Andrés de Llavaneras, 5 de mayo de 1952), más conocida como Pepita Sánchez Soler, es una gimnasta española retirada y miembro de la selección nacional de gimnasia artística entre 1966 y 1972.

## Biografía
Nacida en el seno de una familia trabajadora procedente de Murcia y de Andalucía, a la edad de ocho años comenzó a entrenar combinando su formación acrobática con estudios de danza clásica que continuaría a lo largo de su carrera. Rápidamente destacó por su flexibilidad, su agilidad y la calidad de sus movimientos. Dado que todavía no tenía la edad suficiente para competir en los campeonatos de España absolutos, participó en los campeonatos de España de gimnasia juveniles celebrados en Murcia el 14 de mayo de 1966, en los que quedó primera en los cuatro aparatos -suelo, salto, barra y asimétricas- así como en la clasificación individual absoluta. Con los excelentes resultados obtenidos en esta competición se ganó un puesto en la selección española de gimnasia, en la que permanecería hasta su temprana retirada en 1972. 
El 4 de abril de 1967, Pepita Sánchez logra una contundente victoria en los III Campeonatos de España juveniles de clubes celebrados en Sevilla en la competición individual absoluta con 71,45 puntos, más de siete puntos por delante de la segunda clasificada.
El 26 de mayo de 1967, obtiene una nueva victoria en los campeonatos de España juveniles, celebrados en Madrid. Pepita Sánchez se hizo con el título absoluto individual y con el oro en los cuatro aparatos.
Los días 30 y 31 de marzo de 1968, logró una nueva victoria en la competición individual de los IV Campeonatos de España de juveniles de clubes, celebrados en Zaragoza. Poco después, los Campeonatos de España juveniles, celebrados en Madrid en mayo de 1968, confirmaban a Pepita Sánchez como una de las más destacadas gimnastas del momento, al vencer nuevamente en la categoría individual con 69,70 puntos, con una ventaja de más de 14 puntos por delante de la segunda clasificada. Además, se hizo con la primera posición en las cuatro competiciones individuales por aparatos.
Desde su selección como miembro del equipo nacional de gimnasia en 1966, Pepita comenzó a prepararse intensamente junto a la entonces campeona de España sénior Ana Elena Sánchez Blume y a Ana María Valenti para participar en los Juegos Olímpicos de México 1968, entrenadas por la preparadora y exgimnasta olímpica búlgara, Tsvetanka Stancheva Archivado el 15 de septiembre de 2011 en Wayback Machine.. Aunque Pepita Sánchez contaba con muy buenas opciones para obtener una buena clasificación e incluso aspirar a la lucha por alguna medalla en la cita olímpica de 1968, la Federación Española de Gimnasia optó por no llevar equipo femenino de gimnasia a México al haber tan solo una gimnasta española -Pepita Sánchez- que había superado la nota mínima para participar, lo cual sucedió los días 7 y 8 de septiembre de 1968, en el criterium internacional celebrado en Madrid y valedero para la clasificación para los Juegos.
El hecho de que la Federación Española de Gimnasia, alegando la falta de gimnastas de primera categoría suficientes, decidiera dejar de celebrar los campeonatos de España de primera categoría de gimnasia entre 1970, año en que ella alcanzaba la edad para poderlos disputar, y 1973, un año después de su retirada, impidió que Pepita pudiera completar su palmarés nacional con campeonatos de España de primera categoría que refrendaran, de facto, su condición de campeona de España.
En 1970, compitió junto a Fabiola Fiances, Dolores Tello y Nieves Dueñas en los XVII Campeonatos del Mundo de Gimnasia, celebrados en Liubliana, Yugoslavia (actual Eslovenia). España no logró clasificar un equipo completo para esta cita y Pepita Sánchez finalizó la competición en 99.º lugar.
Compitió también en los IX Campeonatos de Europa, celebrados en Minsk, Unión Soviética (actual Bielorrusia), en octubre de 1971, junto a Dolores Tello y Mercedes Vernetta, quedando en 29º lugar. Una fractura en una pierna impidió que Pepita disputara la copa de Europa anterior, celebrada en Landskrona, Suecia, en mayo de 1969.
El 11 de octubre de 1971, Pepita conseguía la medalla de oro en suelo en los VI Juegos Mediterráneos de 1971 celebrados en Esmirna, Turquía. En esta competición, la selección española obtuvo la medalla de bronce por equipos y Dolores Tello obtuvo la medalla de plata en la final de salto. El mismo año participó en la Copa del Mundo celebrada en Miami. 
En diciembre de 1971, una lesión de columna, por la que debió someterse a una intervención quirúrgica que implicó la extracción de media vértebra lumbar. Esta lesión supondría un año más tarde su temprana retirada de la competición tras competir en los Juegos Olímpicos de Múnich 1972. Al igual que ocurrió en México 1968, fue la única gimnasta española en lograr la nota mínima aunque en esta ocasión solo pudo conseguir un 111.º lugar.

## Palmarés
| Campeonato                    | Ciudad y año   | Resultados                        |
| ----------------------------- | -------------- | --------------------------------- |
| España juvenil                | Murcia 1966    | 1ª AA, 1ª VT, 1ª UB, 1ª BB, 1ª FX |
| Criterium Internacional       | Madrid 1966    | 1ª AA                             |
| Encuentro Francia - España    | Burdeos 1966   | 2ª AA                             |
| España juvenil clubes         | Sevilla 1967   | 1ª AA, 1ª VT, 1ª UB, 1ª BB, 1ª FX |
| España juvenil                | Madrid 1967    | 1ª AA, 1ª VT, 1ª UB, 1ª BB, 1ª FX |
| Encuentro España - Italia     | Zaragoza 1967  | 3ª AA, 2ª VT, 1ª FX               |
| Encuentro España - Inglaterra | Aldershot 1967 | 4ª AA                             |
| España juvenil clubes         | Zaragoza 1968  | 1ª AA, 1ª VT, 1ª UB, 1ª BB, 1ª FX |
| Criterium preolímpico         | Madrid 1968    | 2ª AA                             |
| España juvenil                | Madrid 1968    | 1ª AA, 1ª VT, 1ª UB, 1ª BB, 1ª FX |
| Campeonatos del Mundo         | Liubliana 1970 | 99.ª AA                           |
| Grand Prix                    | París 1971     | 6ª AA                             |
| Encuentro Dinamarca - España  | Kolding 1971   | 1ª AA, 1ªBB, 1ªFX                 |
| Encuentro España - Suiza      | Madrid 1971    | 4ª AA                             |
| Campeonatos de Europa         | Minsk 1971     | 29ª AA                            |
| Memorial Blume                | Sabadell 1971  | 7ª AA                             |
| Copa del Mundo                | Miami 1971     | 6ª AA                             |
| Juegos del Mediterráneo       | Esmirna 1971   | 7ª AA 3ª T 1ª FX                  |
| Encuentro España - Italia     | Madrid 1972    | 6ª AA 3ª VT, 8ª UB, 3ª BB, 3ª FX  |
| Encuentro España - Dinamarca  | Madrid 1972    | 1ª AA, 1ª VT, 1ª UB, 1ª BB, 1ª FX |
| Juegos Olímpicos              | Múnich 1972    | 111.ª AA                          |